# Opacus

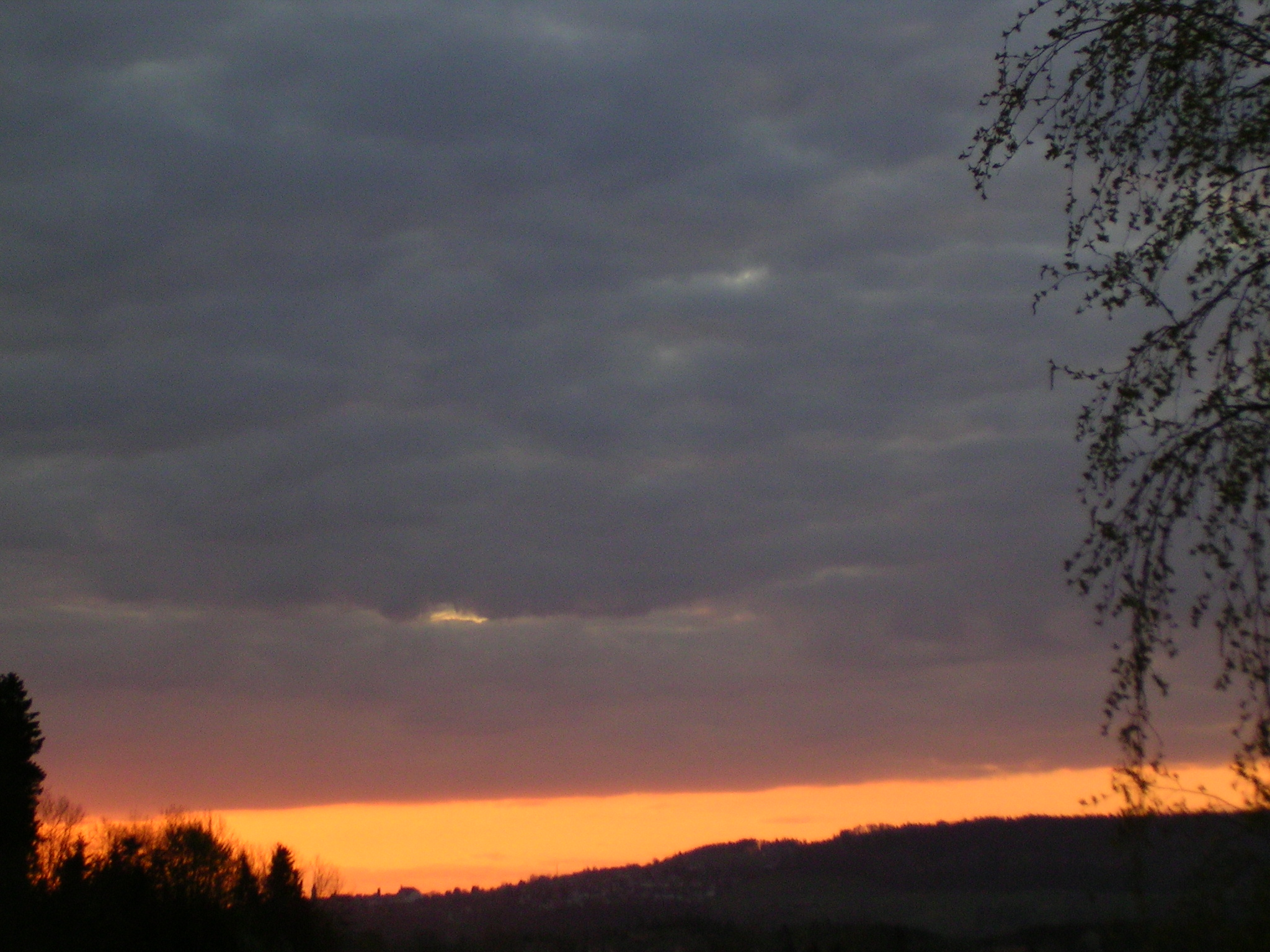
Stratocumulus stratiformis opacus

opacus (op) (łac. cienisty, ciemny, ponury, nieprzezroczysty) – odmiana chmur. Występuje w postaci rozległej ławicy, warstwy lub płata. Jest w całości lub większej części nieprzeświecająca do tego stopnia, że całkowicie zasłania Słońce lub Księżyc i uniemożliwia określenie ich położenia na niebie. Termin odnosi się do chmur Altocumulus, Altostratus, Stratocumulus i Stratus.